# Olof Holmberg
Carl Olof Holmberg, född 11 juli 1871, död 28 februari 1948 i Göteborg, var en svensk sångpedagog. Han var far till Bengt och Margit Holmberg.
Holmberg var verksam i Göteborg som organist och sånglärare. Han nedlade ett betydande arbete på skolsångens höjande, var en ansedd sångpedagog och gav ut flera samlingar av kyrkliga sånger, Uppslagsbok för organister (1908) och 1907–1910 tidningen Kyrkomusik och skolsång. Han är begravd på Västra kyrkogården i Göteborg.